# Rolf Krause (Politiker)
Rolf D. Krause (* 15. März 1936; † 11. Januar 2014) war ein deutscher Politiker, Rechtsanwalt und Notar. Er saß von 1968 bis 1970 für die Nationaldemokratische Partei Deutschlands (NPD) und anschließend bis 1972 als fraktionsloser Abgeordneter im Landtag von Baden-Württemberg.
Der NPD-Landesverband Baden-Württemberg wurde 1965 gegründet. Die Partei nahm an der Landtagswahl 1968 teil und konnte mit 9,8 Prozent der Stimmen das höchste Wahlergebnis der Partei bei einer Landtagswahl erzielen. Rolf Krause wurde in diesem Zuge in den Landtag gewählt. Er trat im Dezember 1970 aus der Partei aus und war dann als fraktionsloser Abgeordneter bis zum Ende seiner Amtszeit 1972 tätig. Krause beklagte, dass eine kleine, aber aktive Gruppe, zu der auch Peter Stöckicht gehörte, einen Kurs fahre, „der zur NSDAP führt“.